# Darwinia (Computerspiel)
Darwinia ist ein 2005 veröffentlichtes Echtzeit-Strategiespiel für Windows, Mac OS X und Linux, welches von Introversion Software entwickelt wurde. 2008 erschien unter dem Namen Multiwinia eine Fortsetzung, die einen Mehrspielermodus enthielt. Eine Portierung, die Darwinia und Multiwinia enthielt, wurde 2010 als Darwinia+ für die Xbox 360 veröffentlicht. Zusätzlich war es möglich, das Spiel inklusive Quelltext zu erwerben.

## Handlung
Ein Forscher erschafft einen Quantencomputer, in welchem die namensgebende Welt Darwinia entsteht, in der die Gesetze von Charles Darwin Anwendung finden. So befinden sich die Einwohner der digitalen Welt in einem ständigen Kampf ums Überleben, der verschärft wird, nachdem sich ein Computervirus in der digitalen Welt ausbreitet.

## Spielprinzip
Der Spieler befiehlt, ähnlich wie in Black & White, mit Mausgesten militärische Aktionen.

## Rezeption
Das Onlinemagazin GBase bezeichnete den Spieleinstieg als gewöhnungsbedürftig. Die Gitternetzgrafik wurde mit der Ästhetik des 80er-Jahre-Films Tron verglichen, das Design der Spielfiguren mit Ampelmännchen und Figuren aus frühen Arcade-Spielen wie Centipede. Schwächen zeige das Spiel im Bereich der Wegfindung und Kollisionsabfrage sowie in der Handlung und der Steuerung. Das Gameplay hingegen sei erfrischend anders als im Echtzeitstrategie-Genre üblich, taktisch anspruchsvoll und die Welten gut gestaltet.
Laut Jörg Luibl von 4Players erlaube der Verzicht auf moderne Rendering-Techniken im Spiel enorme Sichtweiten, was der Übersicht zugutekomme. Der Soundtrack erinnere stark an die 8-Bit-Ära. Wie ein Antivirenprogramm interagiere der Spieler vergleichbar mit Populous mit der Spielwelt und seinen Einwohnern. Der Action-Teil spiele sich ähnlich wie die Klassiker Cannon Fodder oder Syndicate. Teils erinnere es an Lemmings. Das Leveldesign fördere taktisches Vorgehen und die Missionen seien abwechslungsreich gestaltet.
PC Games kritisierte das Fehlen einer ausführlichen Einführung. Die Rahmenhandlung sei dröge. Zudem fehle eine Speichermöglichkeit während der Missionen.

### Auszeichnungen
- Independent Games Festival 2006[5]
  - Seumas McNally Grand Prize
  - Technical Excellence
  - Innovaton in Visual Art